# واینارد، تاسمانیا
واینارد (به انگلیسی: Wynyard) یک شهرک در استرالیا است که در تاسمانی واقع شده‌است.